# Exvoto de Biertan

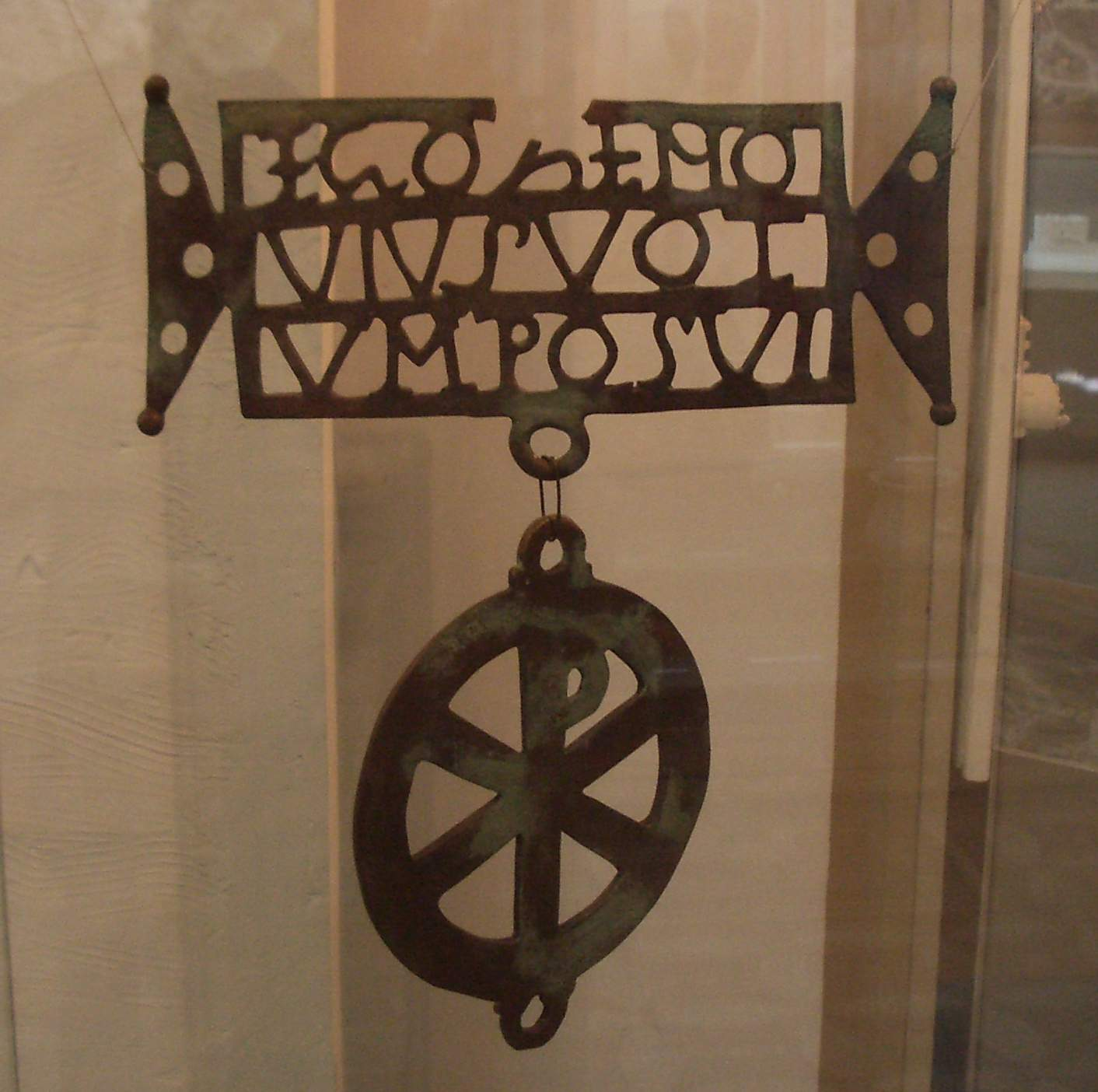
Exvoto de Biertan.

El Exvoto de Biertan (en rumano: Donariul de la Biertan) es un objeto votivo cristiano de época constantiniana (siglo IV), hallado en las proximidades de Biertan, en el distrito de Sibiu, Transilvania, Rumanía.

## Descripción
El objeto consta de dos partes: una tabula ansata y un crismón. En el momento en que se encontró, el depósito original también contenía una pequeña cadena de unos 10 cm que los conectaba. Se cree que la tabula y el crismón estaban conectados a la parte superior de un candelabro, lo que indica que era un objeto de culto cristiano y por tanto implica la existencia de un lugar de culto, muy probablemente una ermita de madera o quizá incluso una basílica.
La tabula ansata (la ofrenda propiamente) es una tablilla rectangular de bronce, fundida, con letras caladas (es decir, cortada en el grosor del bronce de la tablilla), que tiene una longitud de 32,5 cm, un ancho de 12,6-13,2 cm y un grosor de 0,4 cm. Dentro del marco, el espacio está dividido en tres partes longitudinales iguales por dos barras paralelas. En las tres líneas está la siguiente inscripción con texto en latín, en letras caladas: 

EGO ZENO
VIVS VOT
VM POSVI.

Es decir, EGO ZENOVIUS VOTUM POSUI, que significa "Yo, Zenovio hice (esta) ofrenda".
Los dos lados cortos tienen un complemento triangular provistos de tres orificios que se utilizaron para sujetarlo a un soporte específico. En los lados largos se fijó, en el medio, un asa circular, utilizada para colgarlo. El superior ya no existe, pero la pieza estaba completa cuando se encontró el exvoto, que conocemos tanto por la descripción realizada por el cronista sajón Michael von Heydendorff como por el dibujo realizado por el cardenal Giuseppe Garampi en 1780 en el manuscrito conservado como Manuscrito latino 9104, f.155 de la biblioteca del Vaticano. 
En la parte inferior cuelga la segunda parte del exvoto, a saber, un disco de crismón, también de bronce fundido, en el que estaba inscrito el monograma de Cristo (☧), también con letras caladas. Este disco, provisto de dos asas circulares, tiene un diámetro de 19,5-23,7 cm y un grosor de 0,4 cm. Al usar este signo, el usuario afirmaba su identidad cristiana.

## Descubrimiento y controversia

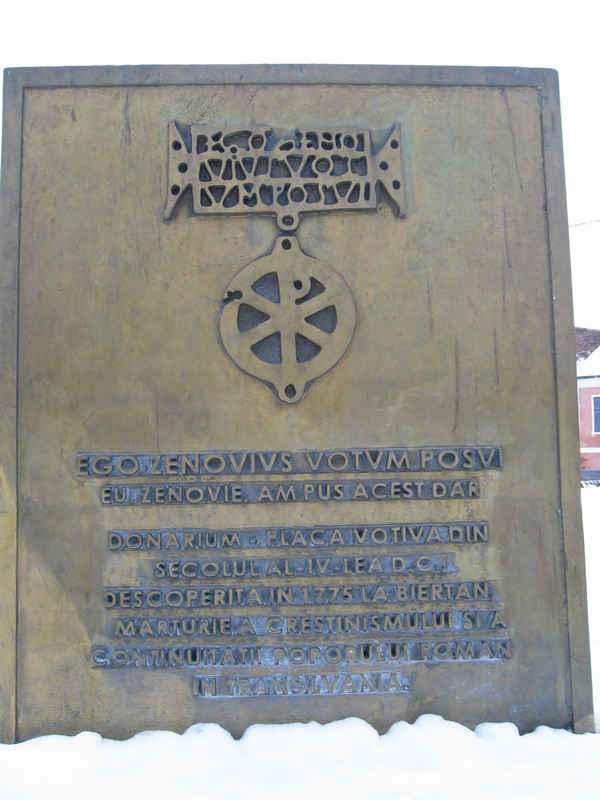
Placa conmemorativa del hallazgo, en el centro de Biertan.

Fue descubierto en 1775 en el bosque de Chinedru, a unos 5 km al sur de Biertan, y fue parte de las colecciones del barón Samuel von Brukenthal. Fue descubierto por segunda vez, en un depósito del Museo Brukenthal en Sibiu por el historiador sajón Kurt Horedt. Actualmente, el objeto votivo forma parte de las colecciones del Museo Brukenthal en Sibiu.
Desde el siglo XIX, el exvoto ha sido objeto de controversias. A menudo se presenta como una de las pruebas de la persistencia de población cristiana de lengua latina en Dacia tras la retirada decidida en 271 por el emperador Lucio Domicio Aureliano (270-275) e implícitamente del origen autóctono de los rumanos en Transilvania y la cristianización precoz de Dacia.
Los partidarios de las teorías migratorias prefieren considerar al objeto como botín de guerra, fruto del comercio o importación, así como al donante Cenobio como de origen godo o gépido, y a la población latinófono como retirada a la Dacia aureliana, al sur del Danubio, de acuerdo al historiador romano Eutropio. Entre los que inicialmente expresaron su escepticismo se encontraba Constantin Daicoviciu.
Algunos investigadores creen que el objeto proviene del área de la ciudad de Aquileia en el nordeste de Italia. Otros investigadores creen que "la inscripción y el exvoto son obra de un artesano local".
La forma del nombre Zenovius, representa un ejemplo de betacismo, la sustitución de b por v, (Zenobius> Zenovius).